# Hexorthodes serrata
Hexorthodes serrata är en fjärilsart som beskrevs av Smith 1900. Hexorthodes serrata ingår i släktet Hexorthodes och familjen nattflyn. Inga underarter finns listade i Catalogue of Life.